# 惠特尼 (密歇根州)
惠特尼（英語：Whitney）是位於美國密歇根州梅諾米尼縣哈里斯鎮區的一個非建制地區。

## 歷史
惠特尼的郵局於1883年開設，其後於1939年停運。此地得名自當地的煤炭窯擁有者。

## 地理
惠特尼所處的海拔為高於海平面262米（即860英呎），而該地所採用的時區為UTC-6，即北美中部時區（CST）。同時該地設有夏令時間，為UTC-6調快一小時，即UTC-5（CDT）。